# Natalia Verbeke
Natalia Verbeke Leiva (ur. 23 lutego 1975 w Buenos Aires) – hiszpańska aktorka filmowa argentyńskiego pochodzenia.
Od 11. roku życia mieszkała w Hiszpanii. Zadebiutowała jako aktorka w 1998 roku w filmie Un Buen novio.

## Wybrana filmografia
- Syn panny młodej (2001)
- Po drugiej stronie łóżka (2002)
- Kropka nad i (2003)
- Prawda i inne kłamstwa (2004)
- Wenecki spisek (2004)
- La bella Otero (2008)
- Kobiety z 6. piętra (2010)
- Moje skarby (2017)
- Ostatni garnitur (2017)